# Blabomma uenoi
Blabomma uenoi är en spindelart som beskrevs av Paik och Takeo Yaginuma 1969. Blabomma uenoi ingår i släktet Blabomma och familjen kardarspindlar. Inga underarter finns listade.